# 联合道岔与信号公司
联合道岔与信号公司（简称US&S、USSI ）是一家总部位于美國宾夕法尼亚州匹兹堡的公司，該公司主要提供铁路信号设备、系统和服务。联合道岔与信号公司于1881年5月5日由乔治·威斯汀豪斯创建，1988年被Ansaldo STS收购。收购后，公司仍保留原名，直至2009年。2009年1月，更名为Ansaldo STS USA，作为Ansaldo在美洲和亚洲的子公司运营。